# طويرف الغربي
طويرف الغربي منطقة أثرية تاريخية تقع بالقرب من واحة يبرين شرق المملكة العربية السعودية.

## الوصف
يعد الموقع من المواقع السطحية التي تتميز بكبر حجمها٬ ويقع في الطرف الشمالي الغربي لواحة يبرين٬ وتتميز أدواته الحجرية بتقنية ذات دقة عالية في التصنيع٬ تشتمل على رؤوس سهام حجرية٬ ومكاشط٬ ومثاقب٬ وسكاكين٬ وأنصال صغيرة٬ ورؤوس رماح.

## الاستكشاف
قامت البعثة الدنماركية بزيارة الموقع خلال مسوحاتها في المنطقة٬ وتم العثور على عدد من المواقع الاستيطانية المشابهة لموقع طويرف الغربي٬ منتشرة في عدة أنحاء من واحة يبرين٬ ويعد هذا الموقع أحد الأمثلة عليها٬ كما عُثر على أدوات مشابهة لتلك الموجودة في الموقع في عدد من التلال الأثرية التي يبدو أنها تعود إلى فترة استيطان متأخرة.

## فترة الاستيطان
تم تأريخ هذه التلال بالألف الأول قبل الميلاد٬ بناءً على نوعية القطع الفخارية المرتبطة بها٬ وبالإضافة إلى ذلك٬ فإن أنواع الأدوات الحجرية المذكورة هنا تنتشر جغرافيًا٬ خارج الإطار الجغرافي لواحة يبرين٬ في عدة أجزاء من المنطقة الشرقية. أما المناطق الداخلية الشمالية بالقرب من المناطق الساحلية فتتميز المواقع فيها بوجود أنواع مختلفة من الأدوات الصوانية ذات شكل مسطح٬ وتتميز هي الأخرى بكثرتها في هذه المناطق.